# 기타신치역
기타신치역(일본어: 北新地駅, きたしんちえき)은 일본 오사카부 오사카시 기타구에 있는 서일본 여객철도(JR 서일본) JR 도자이 선의 철도역이다. 역의 상징은 '벼'.
오사카역과는 지하도로 이어져 있으며, 조건을 충족시키는 표라면 동일한 역으로 취급될 수도 있다. 또한, 환승도 가능하다.
덧붙여, JR 서일본의 역 중에서는 해발 고도가 가장 낮은 역이다 (해발 고도 -23.95m).

## 근접한 철도역
지하도 등을 통하여 다음 노선들과 환승할 수 있다.
- 서일본 여객철도 (JR 서일본)
  - 도카이도 본선 (JR 교토 선·JR 고베 선·JR 다카라즈카 선)·오사카 순환선 (오사카역)
- 오사카 시영 지하철 (오사카 시 교통국)
  - 요쓰바시 선 니시우메다 역 (Y11)
- 한신 전기 철도
  - 본선 우메다역

※한큐 전철의 고베 본선·교토 본선·다카라즈카 본선 우메다역까지 환승하는 경우 약 15분 정도, 오사카 시영 지하철 미도스지 선 우메다역 (M16)에 환승하는 경우 약 10분 정도, 오사카 시영 지하철 다니마치 선 히가시우메다 역 (T20)에 환승하는 경우 약 12분 정도가 걸린다. 덧붙여, 다니마치 선을 이용하려는 경우 오사카텐만구 역 쪽이 편리하다.

## 개요 및 역 구조
1면 2선의 섬식 승강장이 있는 지하역. 개찰구는 2개소이며, 출입구는 지하가와 오사카 역전 빌딩, 오사카 시영 지하철 니시우메다 역 등에 통하는 지하도 방면으로 나있다. 출입구를 포함하여 지상 구조물이 일체가 되지 않은 것이 특징.
ICOCA 및 J스루 카드를 이용할 수 있다 (상호 이용 대상 포함).

### 승강장
↑ 아마가사키 방면
| １２ |
교바시 방면 ↓
| 1 | ■ JR 도자이 선 (하행) | 아마가사키·다카라즈카·산노미야 방면      |
| 2 | ■ JR 도자이 선 (상행) | 교바시·시조나와테·마쓰이야마테·나라 방면 |

## 역세권 정보 및 이용 상황
주변은 기타신치 지구로, 난바나 도톤보리 수준의 오사카 유수 환락·번화가이다.
2006년도의 1일 평균 승차 인원수는 약 48, 972명 (서일본 여객철도 홈페이지로부터). 이것은 JR 도자이 선내에서는 교바시 역 다음으로 많은 것이며, 서일본 여객철도 관내에서는 제 13위에 해당한다.

## 역사
- 1997년 3월 8일 - JR 도자이 선과 동시 개업.

## 인접역 정보
| 서일본 여객철도 JR 도자이 선  | 서일본 여객철도 JR 도자이 선                            | 서일본 여객철도 JR 도자이 선        |
| ----------------------------- | ------------------------------------------------------- | ----------------------------------- |
| 오사카텐만구 교바시·기즈 방면 | ● JR 도자이 선 ■ 쾌속, ■ 구간 쾌속, ■ 직통 쾌속, ■ 보통 | 신후쿠시마 다카라즈카·산노미야 방면 |